# Pijnacker Centrum (metrostation)
Pijnacker Centrum is een Nederlands metrostation aan de E-lijn van de Rotterdamse metro. Het station ligt in het centrum van Pijnacker, onder de ongelijkvloerse kruising met de Oostlaan. De verdiept aangelegde halte is op 10 september 2006 in gebruik genomen. Door de verdiepte ligging kon de drukke overweg bij het centrum van Pijnacker vervangen worden door een ongelijkvloerse kruising.
De bushalte bevindt zich boven het metrostation, hier rijdt dagelijks R-net bus 455, tussen 's-Gravenzande en Zoetermeer, langs en de buurtbus 284, tussen Delfgauw Ruijven en Nootdorp.
De bouw van de verdiepte halte, vlak ten noorden van het oude NS-station Pijnacker, begon eind 2004. De perrons van het NS-station werden tijdelijk verplaatst en langs de bouwput bleef één enkel spoor in gebruik, zodat het regulier treinverkeer tijdens de bouw gewoon door kon gaan. Het NS-station werd gesloten op 3 juni 2006, toen de exploitatie van de Hofpleinlijn-spoorlijn door de NS werd beëindigd.
Den Haag Centraal  · Laan van NOI  · Voorburg 't Loo · Leidschendam-Voorburg · Forepark · Leidschenveen · Nootdorp · Pijnacker Centrum · Pijnacker Zuid · Berkel Westpolder · Rodenrijs · Meijersplein/Airport · Melanchthonweg · Blijdorp · Rotterdam Centraal  · Stadhuis · Beurs · Leuvehaven · Wilhelminaplein · Rijnhaven · Maashaven · Zuidplein · Slinge